# 钱雷 (作曲家)
钱雷（1982年6月13日—），男，吉林人，中国现代作曲家、编曲家、制作人。作曲代表作品有歌曲《大鱼》、《默》、《孤勇者》、《如愿》、《光亮》。获得2016音乐先锋榜最佳作曲奖、第24届及第29届东方风云榜最佳作曲奖，连续两年腾讯音乐浪潮榜上榜作品最多作曲人称号。

## 生平
2015年为那英演唱的《何以笙萧默》主题曲《默》作曲并编曲。2016年为周深演唱的《大鱼海棠》印象曲《大鱼》作曲并编曲。这两首歌获得众多奖项。钱雷凭借《大鱼》获得2016音乐先锋榜最佳作曲奖，及第24届东方风云榜最佳作曲奖。2022年，又凭借《光亮》获第29届东方风云榜最佳作曲奖。
2021年和2022年，连续两年成为腾讯音乐浪潮榜上榜最多作曲人。
2023年1月，获得2022微博音乐盛典年度作曲人奖项。

## 制作的专辑
- 《AZORAland·我是尤长靖》（尤长靖）

2020年10月，钱雷首次担任制作人，为尤长靖制作的首张个人专辑《AZORAland·我是尤长靖》发行。
- 《反深代词》（周深）

2024年3月-9月，钱雷担任制作人，为周深制作的个人专辑《反深代词》发行。《反深代词》共有十二首歌曲（未计入Intro和Outro），发布后迅速占领各大音乐平台专辑销量年榜冠军的位置，全网销量突破100万张。7月23日，在QQ音乐达成「史诗唱片」成就。9月8日，总销售额超过四千万元人民币。在《2024周深9.29Hz巡回演唱会》上，多首歌曲成为固定演唱曲目或专场限定曲目。
2024年8月13日，《反深代词》登上腾讯音乐娱乐集团发布的2024年第二季度财务报告：“周深的《反深代词》成为今年平台销量冠军”。

## 本人获奖
| 年份 | 颁奖典礼                             | 奖项               | 结果 |
| ---- | ------------------------------------ | ------------------ | ---- |
| 2016 | 音乐先锋榜                           | 最佳作曲《大鱼》   | 獲獎 |
| 2017 | 第24届东方风云榜                     | 最佳作曲《大鱼》   | 獲獎 |
| 2022 | 2021腾讯音乐浪潮榜                   | 上榜作品最多作曲人 | 獲獎 |
| 2022 | 第29届东方风云榜年度盛典             | 最佳作曲《光亮》   | 獲獎 |
| 2023 | 2022腾讯音乐浪潮榜                   | 上榜最多职业作曲人 | 獲獎 |
| 2023 | 2022微博音乐盛典                     | 年度作曲人         | 獲獎 |
| 2023 | 央广2023华语音乐打歌中心年度音乐报告 | 年度最佳作曲       | 獲獎 |
| 2023 | 央广2023华语音乐打歌中心年度音乐报告 | 年度最佳制作人     | 獲獎 |

## 作品获奖
| 发行时间   | 歌曲 演唱者                         | 贡献             | 奖项                                                 | 结果    |
| ---------- | ----------------------------------- | ---------------- | ---------------------------------------------------- | ------- |
| 2015-04-19 | 《默》 那英                         | 作曲、编曲       | 全球流行音乐金榜 2015上半年度20大金曲奖              | 獲獎    |
| 2015-04-19 | 《默》 那英                         | 作曲、编曲       | 第23届东方风云榜 十大金曲                            | 獲獎    |
| 2015-04-19 | 《默》 那英                         | 作曲、编曲       | “1978新时代电影电视节”“改革开放40年全国十佳影视金曲” | 提名    |
| 2016-05-20 | 《大鱼》 周深                       | 作曲、编曲       | 亚洲新歌榜年度十大金曲                               | 獲獎    |
| 2016-05-20 | 《大鱼》 周深                       | 作曲、编曲       | 音乐先锋榜年度内地十大先锋金曲                       | 獲獎    |
| 2016-05-20 | 《大鱼》 周深                       | 作曲、编曲       | 音乐先锋榜最佳作曲                                   | 獲獎    |
| 2016-05-20 | 《大鱼》 周深                       | 作曲、编曲       | 第七届牛耳奖年度金曲                                 | 獲獎    |
| 2016-05-20 | 《大鱼》 周深                       | 作曲、编曲       | 第24届东方风云榜年度十大金曲                         | 獲獎    |
| 2016-05-20 | 《大鱼》 周深                       | 作曲、编曲       | 第24届东方风云榜最佳作曲                             | 獲獎    |
| 2016-05-20 | 《大鱼》 周深                       | 作曲、编曲       | 音乐风云榜年度最佳电影歌曲                           | 獲獎    |
| 2016-05-20 | 《大鱼》 周深                       | 作曲、编曲       | 第22届全球华语榜中榜宝声音乐最受欢迎卡拉OK MV        | 獲獎    |
| 2016-05-20 | 《大鱼》 周深                       | 作曲、编曲       | 第22届全球华语榜中榜Channel V最佳现场演绎            | 獲獎    |
| 2016-05-20 | 《大鱼》 周深                       | 作曲、编曲       | "鸟巢"国风极乐夜最佳国风新锐唱法奖                   | 獲獎    |
| 2017-11-06 | 《深的深》（专辑） 周深             | 部分歌曲作曲     | 2017爱奇艺娱乐小红花榜年度专辑                       | 入圍    |
| 2017-11-06 | 《深的深》（专辑） 周深             | 部分歌曲作曲     | 岷江排行榜2017年度内地十大专辑                       | 獲獎    |
| 2017-11-06 | 《深的深》（专辑） 周深             | 部分歌曲作曲     | 央广MusicRadio音乐之声TOP榜2018年度奖项入围作品      | 入圍    |
| 2017-11-06 | 《深的深》（专辑） 周深             | 部分歌曲作曲     | 2020年京东图书年度榜单IP文娱商品榜TOP10              | 位列第4 |
| 2019-11-08 | 《愿得一心人》 周深                 | 作曲             | QQ音乐2019巅峰榜年终榜单十大影视单曲                 | 獲獎    |
| 2021-09-25 | 《如愿》 王菲                       | 作曲、制作       | 人民日报2021年度十大BGM                              | 獲獎    |
| 2021-11-06 | 《光亮》 周深                       | 作曲、编曲、制作 | 中国移动第15届《音乐盛典咪咕汇》年度十大金曲         | 獲獎    |
| 2021-11-06 | 《光亮》 周深                       | 作曲、编曲、制作 | 新浪音乐2021年度十大歌曲                             | 獲獎    |
| 2021-11-06 | 《光亮》 周深                       | 作曲、编曲、制作 | 2021腾讯音乐榜十大歌曲                               | 獲獎    |
| 2021-11-06 | 《光亮》 周深                       | 作曲、编曲、制作 | 2021腾讯音乐由你榜年度盘点6周总得分TOP6              | 獲獎    |
| 2021-11-06 | 《光亮》 周深                       | 作曲、编曲、制作 | 微博2021年度十大MV                                   | 獲獎    |
| 2021-11-06 | 《光亮》 周深                       | 作曲、编曲、制作 | 微博之夜2021年度人气音乐作品                         | 獲獎    |
| 2021-11-06 | 《光亮》 周深                       | 作曲、编曲、制作 | 第29届东方风云榜年度盛典年度十大金曲                 | 獲獎    |
| 2021-11-08 | 《孤勇者》 陈奕迅                   | 作曲、编曲、监制 | 网易云音乐2021年度音乐奖年度最佳单曲TOP10(TOP2)      | 獲獎    |
| 2021-11-08 | 《孤勇者》 陈奕迅                   | 作曲、编曲、监制 | 2021腾讯音乐榜十大歌曲                               | 獲獎    |
| 2021-11-08 | 《孤勇者》 陈奕迅                   | 作曲、编曲、监制 | 人民日报2022十大BGM                                  | 获选    |
| 2021-11-08 | 《孤勇者》 陈奕迅                   | 作曲、编曲、监制 | 新浪音乐2022年度十大歌曲                             | 获选    |
| 2022-02-16 | 《人世间》 雷佳                     | 作曲、编曲、制作 | 人民日报2022十大BGM                                  | 获选    |
| 2022-02-16 | 《人世间》 雷佳                     | 作曲、编曲、制作 | 2024影视音乐盛典时代难忘电视剧金曲                   | 獲獎    |
| 2022-04-27 | 《有我》 周深                       | 作曲             | 人民日报2022十大BGM                                  | 获选    |
| 2022-09-10 | 《花开忘忧》 周深                   | 作曲、编曲、制作 | 新浪音乐2022年度十大歌曲                             | 获选    |
| 2022-09-10 | 《花开忘忧》 周深                   | 作曲、编曲、制作 | 腾讯音乐榜年度十大歌曲                               | 獲獎    |
| 2022-09-10 | 《花开忘忧》 周深                   | 作曲、编曲、制作 | 腾讯音乐由你榜年度歌曲TOP2                           | 獲獎    |
| 2022-09-10 | 《花开忘忧》 周深                   | 作曲、编曲、制作 | 腾讯音乐由你榜年度传唱热度TOP5                       | 獲獎    |
| 2022-09-10 | 《花开忘忧》 周深                   | 作曲、编曲、制作 | 央广华语音乐打歌中心2022年度微博金曲                 | 獲獎    |
| 2022-09-10 | 《花开忘忧》 周深                   | 作曲、编曲、制作 | 央广华语音乐打歌中心2022年度十大金曲                 | 獲獎    |
| 2023-01-14 | 《人是＿》 周深                     | 作曲、编曲、制作 | 2023腾讯娱乐白皮书年度影视歌曲热度TOP4               | 獲獎    |
| 2023-01-14 | 《人是＿》 周深                     | 作曲、编曲、制作 | 央广华语音乐打歌中心2023年度音乐报告年度榜单冠军单曲 | 獲獎    |
| 2023-01-14 | 《人是＿》 周深                     | 作曲、编曲、制作 | 央广华语音乐打歌中心2023年度音乐报告年度十大金曲     | 獲獎    |
| 2023-01-14 | 《人是＿》 周深                     | 作曲、编曲、制作 | 2023亚洲流行音乐大奖年度20金曲                       | 獲獎    |
| 2023-01-14 | 《人是＿》 周深                     | 作曲、编曲、制作 | 2023亚洲流行音乐大奖大众选择奖TOP5                   | 獲獎    |
| 2023-01-14 | 《人是＿》 周深                     | 作曲、编曲、制作 | 腾讯音乐榜2023年度电影OST TOP4                       | 獲獎    |
| 2023-01-14 | 《人是＿》 周深                     | 作曲、编曲、制作 | 东方卫视《2024影视音乐盛典》时代难忘电影金曲         | 獲獎    |
| 2023-01-14 | 《人是＿》 周深                     | 作曲、编曲、制作 | 第31届东方风云榜最佳舞台                             | 獲獎    |
| 2023-01-21 | 《是妈妈是女儿》 黄绮珊/希林娜依·高 | 作曲             | 2023亚洲流行音乐大奖年度20金曲                       | 獲獎    |
| 2023-01-21 | 《是妈妈是女儿》 黄绮珊/希林娜依·高 | 作曲             | 第二届浪潮音乐大赏年度歌曲                           | 獲獎    |
| 2023-01-21 | 《是妈妈是女儿》 黄绮珊/希林娜依·高 | 作曲             | 首届数字音乐年度盛典年度综艺(晚会)歌曲               | 獲獎    |
| 2023-06-23 | 《笼》 张碧晨                       | 作曲、编曲       | 2024影视音乐盛典年度电影金曲                         | 獲獎    |
| 2024-02-02 | 《我很好》 毛不易                   | 作曲             | 首届数字音乐年度盛典年度公益歌曲                     | 獲獎    |
| 2024-03-31 | 《蜃楼》 周深                       | 制作             | 首届数字音乐年度盛典年度数字单曲                     | 獲獎    |